# Porto (Piauí)
Porto is een gemeente in de Braziliaanse deelstaat Piauí. De gemeente telt 11.941 inwoners (schatting 2009).
De gemeente grenst aan Miguel Alves, Nossa Senhora dos Remédios, Campo Largo do Piauí en ten westen aan de staat Maranhão.